# Oepauk (Balibo)
Oepauk ist ein osttimoresischer Ort im Verwaltungsamt Balibo (Gemeinde Bobonaro).
Durch den Ort führt die Straße von Balibo nach Futatas. Entlang der Straße verläuft die Grenze zwischen den Sucos Cowa (mit der Aldeia Lalis) und Leohito (mit der Aldeia Rai Ulun) und teilt die Siedlung so in zwei Hälften. Eine Abzweigung führt nach Süden nach Derok Ren (Derokren). An der Hauptstraße sind Nachbarorte Fatuk Laran 1 im Norden und südwestlich das Dorf Lalis. Bis 2015 verlief die Grenze durch den Ort noch senkrecht zur Straße.
Nordwestlich erhebt sich der Berg Taruik Lowedar.